# جوجل أناليتكس
تحليلات جوجل (بالإنجليزية: Google Analytics)‏ هي خدمة مجانية بشكل جزئي متوفرة من قبل شركة جوجل والتي تتعقب حركة الزوار لإنشاء وتكوين تقارير حولها. قامت جوجل بإطلاق هذه الخدمة في شهر نوفمبر لعام 2005 بعد استحواذها على برنامج Urchin. حالياً، تعد تحليلات جوجل هي أكثر خدمة تحليل ويب يتم استعمالها على الإنترنت. تحليلات جوجل متوفرة أيضاً على شكل نسختين إضافيتين:
1. تحليلات جوجل 360 المبنية على الاشتراك المالي،[4] والمعروفة سابقاً باسم تحليلات جوجل النسخة الحصرية (بالإنجليزية: Google Analytics Premium)، والموجهة للشركات بشكلٍ أساسي.
2. تحليلات جوجل لتطبيقات الهواتف، وهي حزمة أدوات لتطوير البرمجيات تسمح بجمع بيانات الاستعمال من تطبيقات أندرويد وآي أو إس.[5]